# Eneco Tour 2011
Eneco Tour 2011 var den syvende udgave af Eneco Tour. Løbet blev arrangeret fra 8. til 14. august i Belgien og Holland. 
Udover de 18 Prohold blev Cofidis, Skil-Shimano, Topsport Vlaanderen-Mercator og Verandas Willems-Accent inviteret til at deltage i løbet.
Edvald Boasson Hagen vandt, som i 2009, løbet samlet.

## Oversigt
| Etape   | Rute                            | Distance | Dato               | Vinder                     | Samlet                     |
| ------- | ------------------------------- | -------- | ------------------ | -------------------------- | -------------------------- |
| P (ITT) | Amersfoort > Amersfoort         | 5,7 km   | Mandag 8. august   | Taylor Phinney (BMC)       | Taylor Phinney (BMC)       |
| 1       | Oosterhout > Sint Willebrord    | 192,1 km | Tirsdag 9. august  | André Greipel (OLO)        | Taylor Phinney (BMC)       |
| 2       | Aalter > Ardooie                | 173,7 km | Onsdag 10. august  | André Greipel (OLO)        | Taylor Phinney (BMC)       |
| 3       | Heers – Andenne                 | 191,2 km | Torsdag 11. august | Philippe Gilbert (OLO)     | Philippe Gilbert (OLO)     |
| 4 (ITT) | Roermond – Roermond             | 14,7 km  | Fredag 12. august  | Jesse Sergent (RSH)        | Edvald Boasson Hagen (SKY) |
| 5       | Genk – Genk                     | 189,2 km | Lørdag 13. august  | Matteo Bono (LAM)          | Edvald Boasson Hagen (SKY) |
| 6       | Sittard-Geleen > Sittard-Geleen | 201,2 km | Søndag 14. august  | Edvald Boasson Hagen (SKY) | Edvald Boasson Hagen (SKY) |

## Etaper

### Prolog
8. august 2011 – Amersfoort (Holland), 5,7 km enkeltstart (ITT)
| Resultat og samlede stilling efter prologen \| \| Rytter \| Hold \| Tid \| \| -- \| -------------------------- \| ------------------ \| ---- \| \| 1 \| Taylor Phinney (USA) \| BMC Racing Team \| 6.57 \| \| 2 \| Edvald Boasson Hagen (NOR) \| Team Sky \| + 7 \| \| 3 \| David Millar (GBR) \| Garmin-Cervélo \| + 8 \| \| 4 \| Alex Rasmussen (DEN) \| HTC-Highroad \| + 9 \| \| 5 \| Lars Boom (NED) \| Rabobank \| + 10 \| \| 6 \| Jos van Emden (NED) \| Rabobank \| + 11 \| \| 7 \| Jesse Sergent (NZL) \| Team RadioShack \| + 12 \| \| 8 \| Philippe Gilbert (BEL) \| Omega Pharma-Lotto \| + 15 \| \| 9 \| Geraint Thomas (GBR) \| Team Sky \| + 18 \| \| 10 \| Robert Wagner (GER) \| Team Leopard-Trek \| + 18 \| |                            |                    |      |
| | Rytter                     | Hold               | Tid  |
| 1 | Taylor Phinney (USA)       | BMC Racing Team    | 6.57 |
| 2 | Edvald Boasson Hagen (NOR) | Team Sky           | + 7  |
| 3 | David Millar (GBR)         | Garmin-Cervélo     | + 8  |
| 4 | Alex Rasmussen (DEN)       | HTC-Highroad       | + 9  |
| 5 | Lars Boom (NED)            | Rabobank           | + 10 |
| 6 | Jos van Emden (NED)        | Rabobank           | + 11 |
| 7 | Jesse Sergent (NZL)        | Team RadioShack    | + 12 |
| 8 | Philippe Gilbert (BEL)     | Omega Pharma-Lotto | + 15 |
| 9 | Geraint Thomas (GBR)       | Team Sky           | + 18 |
| 10 | Robert Wagner (GER)        | Team Leopard-Trek  | + 18 |

### 1. etape
9. august 2011 – Oosterhout (Holland) til Sint Willebrord (Holland), 192,1 km
|    | Rytter                     | Hold               | Tid     |
| -- | -------------------------- | ------------------ | ------- |
| 1  | André Greipel (GER)        | Omega Pharma-Lotto | 4:21.20 |
| 2  | Denis Galimzjanov (RUS)    | Team Katusha       | s.t.    |
| 3  | Tyler Farrar (USA)         | Garmin-Cervélo     | s.t.    |
| 4  | Theo Bos (NED)             | Rabobank           | s.t.    |
| 5  | Tom Veelers (NED)          | Skil-Shimano       | s.t.    |
| 6  | Edvald Boasson Hagen (NOR) | Team Sky           | s.t.    |
| 7  | Taylor Phinney (USA)       | BMC Racing Team    | s.t.    |
| 8  | Mirko Selvaggi (ITA)       | Vacansoleil-DCM    | s.t.    |
| 9  | Gerald Ciolek (GER)        | Quick Step         | s.t.    |
| 10 | Grega Bole (SLO)           | Lampre-ISD         | s.t.    |

|    | Rytter                     | Hold               | Tid     |
| -- | -------------------------- | ------------------ | ------- |
| 1  | Taylor Phinney (USA)       | BMC Racing Team    | 4:28.17 |
| 2  | Edvald Boasson Hagen (NOR) | Team Sky           | + 7     |
| 3  | David Millar (GBR)         | Garmin-Cervélo     | + 8     |
| 4  | Alex Rasmussen (DEN)       | HTC-Highroad       | + 9     |
| 5  | Lars Boom (NED)            | Rabobank           | + 10    |
| 6  | Jos van Emden (NED)        | Rabobank           | + 11    |
| 7  | Jesse Sergent (NZL)        | Team RadioShack    | + 12    |
| 8  | Philippe Gilbert (BEL)     | Omega Pharma-Lotto | + 15    |
| 9  | Geraint Thomas (GBR)       | Team Sky           | + 18    |
| 10 | Robert Wagner (GER)        | Team Leopard-Trek  | + 18    |

### 2. etape
10. august 2011 – Aalter (Belgien) til Ardooie (Belgien), 173,7 km
|    | Rytter                     | Hold                         | Tid     |
| -- | -------------------------- | ---------------------------- | ------- |
| 1  | André Greipel (GER)        | Omega Pharma-Lotto           | 4:07.21 |
| 2  | Tyler Farrar (USA)         | Garmin-Cervélo               | s.t.    |
| 3  | Edvald Boasson Hagen (NOR) | Team Sky                     | s.t.    |
| 4  | Jempy Drucker (LUX)        | Veranda's Willems-Accent     | s.t.    |
| 5  | Baden Cooke (AUS)          | Saxo Bank-SunGard            | s.t.    |
| 6  | Taylor Phinney (USA)       | BMC Racing Team              | s.t.    |
| 7  | Tom Veelers (NED)          | Skil-Shimano                 | s.t.    |
| 8  | Grega Bole (SLO)           | Lampre-ISD                   | s.t.    |
| 9  | Michael Van Staeyen (BEL)  | Topsport Vlaanderen-Mercator | s.t.    |
| 10 | Mark Renshaw (AUS)         | HTC-Highroad                 | s.t.    |

|    | Rytter                     | Hold               | Tid     |
| -- | -------------------------- | ------------------ | ------- |
| 1  | Taylor Phinney (USA)       | BMC Racing Team    | 8:35.38 |
| 2  | Edvald Boasson Hagen (NOR) | Team Sky           | + 3     |
| 3  | David Millar (GBR)         | Garmin-Cervélo     | + 8     |
| 4  | Alex Rasmussen (DEN)       | HTC-Highroad       | + 9     |
| 5  | André Greipel (GER)        | Omega Pharma-Lotto | + 10    |
| 6  | Lars Boom (NED)            | Rabobank           | + 10    |
| 7  | Jos van Emden (NED)        | Rabobank           | + 11    |
| 8  | Jesse Sergent (NZL)        | Team RadioShack    | + 12    |
| 9  | Philippe Gilbert (BEL)     | Omega Pharma-Lotto | + 15    |
| 10 | Tyler Farrar (USA)         | Garmin-Cervélo     | + 17    |

### 3. etape
11. august 2011 – Heers (Belgien) til Andenne (Belgien), 191,2 km
|    | Rytter                     | Hold               | Tid     |
| -- | -------------------------- | ------------------ | ------- |
| 1  | Philippe Gilbert (BEL)     | Omega Pharma-Lotto | 4:54.53 |
| 2  | Grega Bole (SLO)           | Lampre-ISD         | + 8     |
| 3  | Ben Hermans (BEL)          | Team RadioShack    | + 8     |
| 4  | Koen de Kort (NED)         | Skil-Shimano       | + 8     |
| 5  | Linus Gerdemann (GER)      | Team Leopard-Trek  | + 8     |
| 6  | Zdeněk Štybar (CZE)        | Quick Step         | + 8     |
| 7  | Dries Devenyns (BEL)       | Quick Step         | + 8     |
| 8  | Lars Bak (DEN)             | HTC-Highroad       | + 8     |
| 9  | Edvald Boasson Hagen (NOR) | Team Sky           | + 8     |
| 10 | Greg Van Avermaet (BEL)    | BMC Racing Team    | + 8     |

|    | Rytter                     | Hold                         | Tid      |
| -- | -------------------------- | ---------------------------- | -------- |
| 1  | Philippe Gilbert (BEL)     | Omega Pharma-Lotto           | 13:30.34 |
| 2  | Edvald Boasson Hagen (NOR) | Team Sky                     | + 5      |
| 3  | David Millar (GBR)         | Garmin-Cervélo               | + 13     |
| 4  | Dominique Cornu (BEL)      | Topsport Vlaanderen-Mercator | + 23     |
| 5  | Ben Hermans (BEL)          | Team RadioShack              | + 25     |
| 6  | Grega Bole (SLO)           | Lampre-ISD                   | + 32     |
| 7  | Lars Bak (DEN)             | HTC-Highroad                 | + 34     |
| 8  | Taylor Phinney (USA)       | BMC Racing Team              | + 34     |
| 9  | Dries Devenyns (BEL)       | Quick Step                   | + 35     |
| 10 | Joost van Leijen (NED)     | Vacansoleil-DCM              | + 36     |

### 4. etape
12. august 2011 – Roermond (Holland), 14,7 km enkeltstart (ITT)
|    | Rytter                     | Hold               | Tid   |
| -- | -------------------------- | ------------------ | ----- |
| 1  | Jesse Sergent (NZL)        | Team RadioShack    | 17.55 |
| 2  | Alex Rasmussen (DEN)       | HTC-Highroad       | + 14  |
| 3  | Jürgen Roelandts (BEL)     | Omega Pharma-Lotto | + 20  |
| 4  | Vladimir Isajtjev (RUS)    | Team Katusha       | + 27  |
| 5  | Lars Boom (NED)            | Rabobank           | + 27  |
| 6  | Jens Mouris (NED)          | Vacansoleil-DCM    | + 30  |
| 7  | Maarten Tjallingii (NED)   | Rabobank           | + 30  |
| 8  | Taylor Phinney (USA)       | BMC Racing Team    | + 30  |
| 9  | Edvald Boasson Hagen (NOR) | Team Sky           | + 32  |
| 10 | Bert Grabsch (GER)         | HTC-Highroad       | + 34  |

|    | Rytter                     | Hold                         | Tid      |
| -- | -------------------------- | ---------------------------- | -------- |
| 1  | Edvald Boasson Hagen (NOR) | Team Sky                     | 13:49.06 |
| 2  | Philippe Gilbert (BEL)     | Omega Pharma-Lotto           | + 12     |
| 3  | David Millar (GBR)         | Garmin-Cervélo               | + 18     |
| 4  | Taylor Phinney (USA)       | BMC Racing Team              | + 27     |
| 5  | Jos van Emden (NED)        | Rabobank                     | + 47     |
| 6  | Joost van Leijen (NED)     | Vacansoleil-DCM              | + 54     |
| 7  | Dominique Cornu (BEL)      | Topsport Vlaanderen-Mercator | + 57     |
| 8  | Dries Devenyns (BEL)       | Quick Step                   | + 58     |
| 9  | Ben Hermans (BEL)          | Team RadioShack              | + 59     |
| 10 | Linus Gerdemann (GER)      | Team Leopard-Trek            | + 1.03   |

### 5. etape
13. august 2011 – Genk (Belgien) til Genk (Belgien), 189,2 km
|    | Rytter                  | Hold                | Tid     |
| -- | ----------------------- | ------------------- | ------- |
| 1  | Matteo Bono (ITA)       | Lampre-ISD          | 4:12.14 |
| 2  | Sergej Renev (KAZ)      | Astana Pro Team     | s.t.    |
| 3  | Artjom Ovetjkin (RUS)   | Team Katusha        | + 3     |
| 4  | Tomas Vaitkus (LTU)     | Astana Pro Team     | + 6     |
| 5  | Jürgen Roelandts (BEL)  | Omega Pharma-Lotto  | + 6     |
| 6  | Denis Galimzjanov (RUS) | Team Katusha        | + 6     |
| 7  | Kenny van Hummel (NED)  | Skil-Shimano        | + 6     |
| 8  | Jacopo Guarnieri (ITA)  | Liquigas-Cannondale | + 6     |
| 9  | Robbie McEwen (AUS)     | Team RadioShack     | + 6     |
| 10 | Taylor Phinney (USA)    | BMC Racing Team     | + 6     |

|    | Rytter                     | Hold                         | Tid      |
| -- | -------------------------- | ---------------------------- | -------- |
| 1  | Edvald Boasson Hagen (NOR) | Team Sky                     | 18:01.26 |
| 2  | Philippe Gilbert (BEL)     | Omega Pharma-Lotto           | + 12     |
| 3  | David Millar (GBR)         | Garmin-Cervélo               | + 18     |
| 4  | Taylor Phinney (USA)       | BMC Racing Team              | + 25     |
| 5  | Jos van Emden (NED)        | Rabobank                     | + 47     |
| 6  | Joost van Leijen (NED)     | Vacansoleil-DCM              | + 54     |
| 7  | Dominique Cornu (BEL)      | Topsport Vlaanderen-Mercator | + 57     |
| 8  | Dries Devenyns (BEL)       | Quick Step                   | + 58     |
| 9  | Ben Hermans (BEL)          | Team RadioShack              | + 59     |
| 10 | Linus Gerdemann (GER)      | Team Leopard-Trek            | + 1.03   |

### 6. etape
14. august 2011 – Sittard-Geleen (Holland) til Sittard-Geleen (Holland), 201,2 km
|    | Rytter                       | Hold                | Tid     |
| -- | ---------------------------- | ------------------- | ------- |
| 1  | Edvald Boasson Hagen (NOR)   | Team Sky            | 4:53.06 |
| 2  | Manuel Antonio Cardoso (POR) | Team RadioShack     | s.t.    |
| 3  | Lars Boom (NED)              | Rabobank            | s.t.    |
| 4  | Grega Bole (SLO)             | Lampre-ISD          | s.t.    |
| 5  | Damiano Caruso (ITA)         | Liquigas-Cannondale | s.t.    |
| 6  | Andreas Stauff (GER)         | Quick Step          | s.t.    |
| 7  | Tomas Vaitkus (LTU)          | Astana Pro Team     | s.t.    |
| 8  | Simone Ponzi (ITA)           | Liquigas-Cannondale | s.t.    |
| 9  | Koen de Kort (NED)           | Skil-Shimano        | s.t.    |
| 10 | Vladimir Gusev (RUS)         | Team Katusha        | s.t.    |

|    | Rytter                     | Hold                         | Tid      |
| -- | -------------------------- | ---------------------------- | -------- |
| 1  | Edvald Boasson Hagen (NOR) | Team Sky                     | 22:54.22 |
| 2  | Philippe Gilbert (BEL)     | Omega Pharma-Lotto           | + 22     |
| 3  | David Millar (GBR)         | Garmin-Cervélo               | + 28     |
| 4  | Taylor Phinney (USA)       | BMC Racing Team              | + 35     |
| 5  | Jos van Emden (NED)        | Rabobank                     | + 57     |
| 6  | Joost van Leijen (NED)     | Vacansoleil-DCM              | + 1.04   |
| 7  | Dominique Cornu (BEL)      | Topsport Vlaanderen-Mercator | + 1.07   |
| 8  | Dries Devenyns (BEL)       | Quick Step                   | + 1.08   |
| 9  | Ben Hermans (BEL)          | Team RadioShack              | + 1.09   |
| 10 | Linus Gerdemann (GER)      | Team Leopard-Trek            | + 1.13   |

## Trøjerne dag for dag
| Etape  | Vinder               | Samlede stilling Algemeen Klassement | Pointkonkurrencen Puntentrui | Ungdomskonkurrencen Jongerentrui | Holdkonkurrencen Ploegenklassement |
| ------ | -------------------- | ------------------------------------ | ---------------------------- | -------------------------------- | ---------------------------------- |
| P      | Taylor Phinney       | Taylor Phinney                       | Taylor Phinney               | Taylor Phinney                   | Rabobank                           |
| 1      | André Greipel        | Taylor Phinney                       | Taylor Phinney               | Taylor Phinney                   | Rabobank                           |
| 2      | André Greipel        | Taylor Phinney                       | Edvald Boasson Hagen         | Taylor Phinney                   | Rabobank                           |
| 3      | Philippe Gilbert     | Philippe Gilbert                     | Edvald Boasson Hagen         | Edvald Boasson Hagen             | Team Sky                           |
| 4      | Jesse Sergent        | Edvald Boasson Hagen                 | Edvald Boasson Hagen         | Edvald Boasson Hagen             | Team RadioShack                    |
| 5      | Matteo Bono          | Edvald Boasson Hagen                 | Edvald Boasson Hagen         | Edvald Boasson Hagen             | Team RadioShack                    |
| 6      | Edvald Boasson Hagen | Edvald Boasson Hagen                 | Edvald Boasson Hagen         | Edvald Boasson Hagen             | Team RadioShack                    |
| Samlet | Samlet               | Edvald Boasson Hagen                 | Edvald Boasson Hagen         | Edvald Boasson Hagen             | Team RadioShack                    |